# HMS Striker (D12)
HMS Striker (D12), nguyên là tàu sân bay hộ tống Prince William (CVE-19) (ký hiệu lườn ban đầu AVG-19 và rồi là ACV-19) của Hải quân Hoa Kỳ thuộc lớp Bogue, được chuyển cho Hải quân Hoàng gia Anh Quốc, và đã phục vụ trong Chiến tranh Thế giới thứ hai như một chiếc thuộc lớp Attacker.
Nó được đặt lườn vào ngày 15 tháng 12 năm 1941 như một tàu hàng kiểu C3-S-A2 (số hiệu đóng tàu 198), theo hợp đồng với Ủy ban Hàng hải Hoa Kỳ; và được chế tạo bởi hãng Western Pipe and Steel Company tại San Francisco, California. Nó được chuyển cho Anh Quốc theo chương trình Cho thuê-cho mượn dưới tên gọi HMS Striker (D12), được hạ thủy vào ngày 7 tháng 5 năm 1942; được xếp lại lớp thành  ACV-19 vào ngày 20 tháng 8 năm 1942. Nó được bàn giao cho Hải quân Hoa Kỳ ngày 28 tháng 4 năm 1943; được chuyển giao cho Hải quân Hoàng gia Anh vào ngày 18 tháng 5 năm 1943.
Striker được xếp lại lớp thành CVE-19 vào ngày 15 tháng 7 năm 1943. Nó phục vụ cùng với Hải quân Hoàng gia trong suốt thời gian còn lại của Thế Chiến II.
Chiếc tàu sân bay được hoàn trả cho Hoa Kỳ tại Norfolk vào ngày 12 tháng 2 năm 1946. Nó được rút khỏi danh sách Đăng bạ Hải quân vào ngày 28 tháng 3 năm 1946, và được bán cho hãng Patapsco Steel Scrap Co. tại Bethlehem, Pennsylvania vào ngày 5 tháng 6 năm 1948 để tháo dỡ.